# Glypta aridella
Glypta aridella är en stekelart som beskrevs av Dasch 1988. Glypta aridella ingår i släktet Glypta och familjen brokparasitsteklar. Inga underarter finns listade i Catalogue of Life.